# Берестянка звичайна
Берестя́нка звича́йна (Hippolais icterina) — птах родини очеретянкових. Гніздиться в Євразії, зимує в тропічній Африці. В Україні — гніздовий, перелітний вид.

## Опис

### Морфологічні ознаки
Невеликий (значно менший за горобця) зеленувато-оливковий зверху і світло-жовтий знизу птах. Маса тіла 11-15 г, довжина тіла близько 13 см. Дорослий птах зверху оливково-зелений; над оком невелика жовта «брова»; низ світло-жовтий; махові пера бурі, другорядні і третьорядні махові пера з широкою жовтуватою облямівкою; хвіст бурий; дзьоб зверху буруватий, знизу жовтогарячий; ноги сірі. Молодий птах подібний до дорослого, але верх з бурим або сірим відтінком; низ тьмяніший.
Від блідої та малої берестянок відрізняється жовтим і оливково-зеленим тонами оперення; від жовтобрового вівчарика — жовтими грудьми і черевом, довшим хвостом, а також піснею.

### Звуки
Пісняⓘ
Пісня безперервна. Імітує голоси інших птахів, характерним елементом пісні є крик «чі — чі — ей»; наполоханий птах подає голосне «вет — вет».

## Поширення
Ареал охоплює Західну Євразію від Скандинавії і східної Франції на схід до долини Обі і Салаїрського кряжу. На півночі до 67-ї паралелі, у Фінляндії до 63-ї паралелі, до Онезької затоки Білого моря, району Архангельська, на схід у Європейській частині Росії і в області Уральського хребта до 58-ї паралелі; в Західному Сибіру до гирла Какви, районів Тюмені, Тари, Томська, в долині Обі до 58-ї паралелі. На південь до середземноморського узбережжя південно-східної Франції, середньої Італії, південної Югославії, південної Болгарії, північно-західного і північного узбережжя Чорного моря, Криму, північного підніжжя Великого Кавказу, в долині Волги до 52-ї паралелі, і північному Казахстані до 53-ї паралелі, до північно-західної і північної межі Алтаю. Ізольована ділянка ареалу охоплює гори Талиш і Ельбрус.
Зимує в південних частинах Субсахарської Африки.
В Україні гніздиться в лісовій і лісостеповій смугах, крім високогір'я Карпат, а також на значній частині степової смуги; мігрує скрізь.

## Підвиди
Виділяють 3 підвиди:
- Hippolais icterina alaris Stresemann, 1928
- Hippolais icterina icterina Vieillot, 1817
- Hippolais icterina magnioculi Knijff & van Swelm, 1998

## Чисельність
Чисельність станом на 2000 р. в Європі оцінена в 3,5—7,1 млн пар, в Україні — 57—78 тис. пар. Популяція у світі орієнтовно оцінюється в 11,2-28,4 особин, вона має тенденцію до скорочення.

## Гніздування

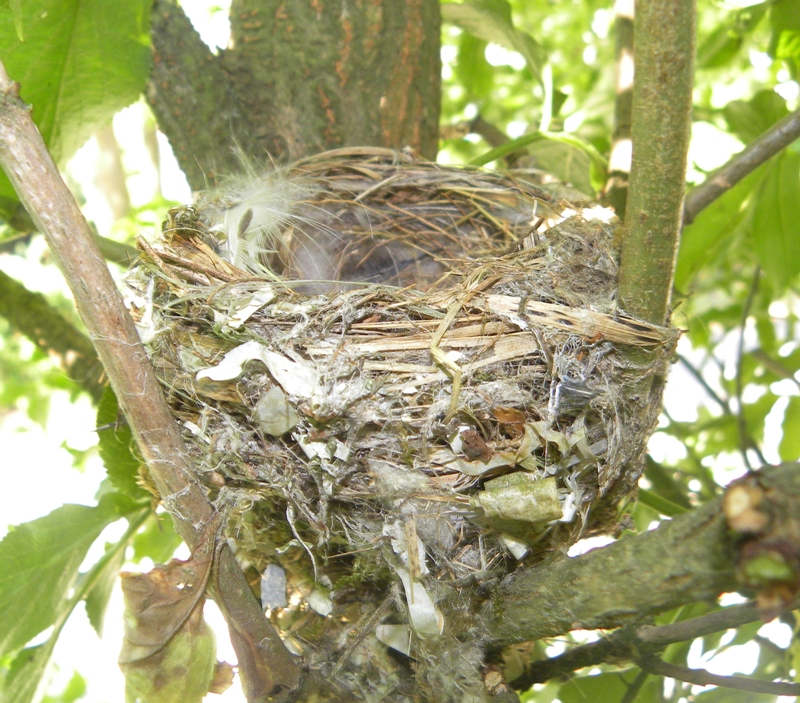
Гніздо берестянки звичайної

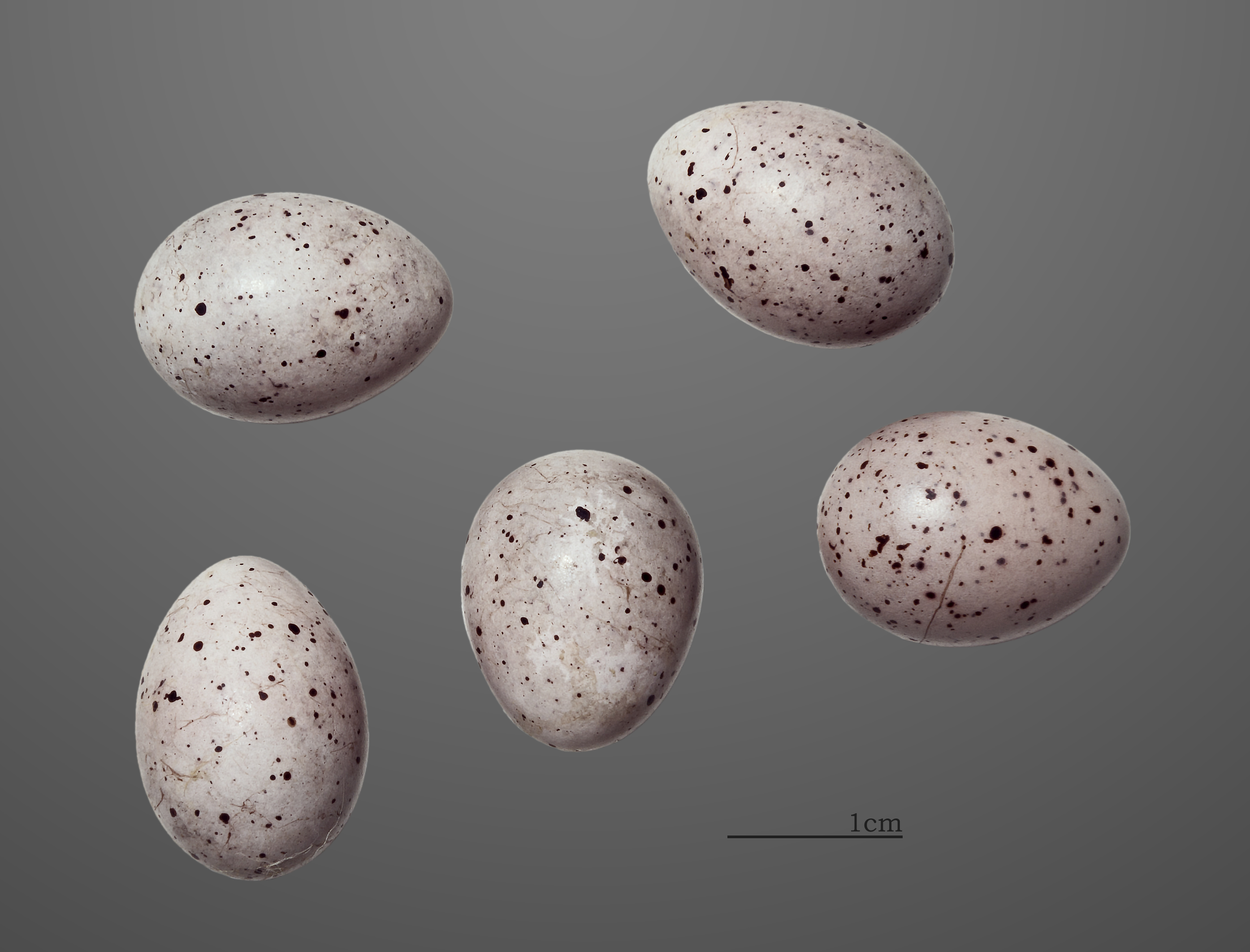
Яйця в оологічній колекції

Населяє різноманітні листяні і мішані ліси. Віддає перевагу світлим і розрідженим ділянкам з підростом. Далеко вглиб лісових масивів, як правило, не заходить, частіше зустрічається по узліссях. Охоче оселяється в зелених насадженнях культурного ландшафту: у полезахисних і придорожніх лісосмугах, у старих парках, скверах — скрізь, де зростають високі дерева у поєднанні з кущами. Гніздиться поодинокими парами. Найчастіше гніздо розміщується на деревах підліску, рідше на старих деревах або на чагарниках. Його можна знайти на березі, липі, клені, осиці, тополі, вільсі, дубі, сосні, вербі, також на різних фруктових та декоративних деревах. З чагарників для гніздування звичайна берестянка використовує черемху, верболіз, калину, бузину, бузок, ліщину, глід, жостір, жимолость, тощо, а іноді навіть облаштовується на хмелі. Найчастіше гніздо розташоване на висоті 2-4 м над землею, в окремих випадках воно влаштоване всього лише в 1 м від поверхні землі; поблизу людей нерідко на висоті 6-10 м у кронах великих дерев. У більшості випадків гніздо звите серед відносно тонких гілок і розташоване в розвилці основного тонкого стовбура, між ним і бічними гілками, або між стовбуром і гілочками, що відходять від нього. Гніздо завжди міцно прикріплене рослинними волокнами, берестою і павутинням до гілок, які іноді виявляються навіть вплетеними в його стінки. Залежно від розташування серед гілок форма його варіює. Зазвичай гніздо має вигляд низенької бочечки з округлим дном. Якщо споруда затиснена гілками, то дно її дещо загострене й саме гніздо більш витягнуте по вертикалі, якщо вони розташоване на горизонтальній гілці, дно його плоске, а форма чашоподібна. Будівельними матеріалами для гнізда слугують сухі стеблинки трав, вузькі листя злаків, частини торішнього листя, береста, рослинний пух, шерсть, пір'я, кінський волос і павутина. Зовнішній шар сплетений з грубіших стебел, листя, берести, і скріплений павутиною і рослинним пухом. Внутрішній шар споруджений із ніжнішого матеріалу, лоток вистилається вовною, пір'ям і в деяких випадках кінським волосом. Стінки гнізда тонкі та інколи просвічуються.
Повна кладка складається з 4-5, рідко 6 рожевуватих або дещо буро-рожевих яєць, покритих ледь помітними бурими плямами і різко вираженими чорнуватими, чорно-бурими і червоно-бурими поверхневими цятками. Середні розміри яєць в Європі 18,55×13,60 мм. Між часом прильоту і відкладанням яєць проходить близько 25 днів. Повні ненасиджені кладки можна знайти протягом червня. У звичайної берестянки одна кладка на рік, але при загибелі першої буває повторна. У таких випадках вибирається місце і будується нове гніздо, на що витрачається 7 днів. Термін насиджування 13 днів. Насиджує тільки самка. Пташенята вилуплюються абсолютно голими і червонуватими.

## Живлення
Раціон берестянки складається різних комах, переважно з комарів, мух і дрібних лускокрилих, восени вживає ягоди (бузину, крушину, смородину). Їжу збирає у кронах дерев, переважно скльовуючи її з листя.